# (132718) Kemény
(132718) Kemény, désignation internationale (132718) Kemeny, est un astéroïde de la ceinture principale.

## Description
(132718) Kemeny est un astéroïde de la ceinture principale. Il fut découvert le 23 juillet 2002 par Krisztián Sárneczky sur des images NEAT prises à Palomar. Il présente une orbite caractérisée par un demi-grand axe de 2,89 UA, une excentricité de 0,06 et une inclinaison de 2,2° par rapport à l'écliptique.

## Compléments